# BYD Atto 3
De BYD Atto 3 is een elektrische SUV, gemaakt door autoproducent BYD Auto uit China. Het automodel is onderdeel van de eerste reeks modellen waarvan BYD in Nederland en België personenauto's verkoopt.  Het is de opvolger van de BYD Yuan, en werd uitgebracht in China in februari 2022.

## Specificaties

### Vervoer
De auto biedt 5 zitplaatsen, waarvan 3 geschikt zijn voor Isofix-kinderzitjes. Er is standaard 440 liter kofferbakruimte beschikbaar, die uitgebreid kan worden tot maximaal 1338 liter. De auto heeft dakrails, die een maximale daklast van 50 kg aankunnen. Het voertuig is niet voorzien van een trekhaak. 

### Accu
De auto heeft een 60,5 kWh grote tractiebatterij waarvan 60 kWh bruikbaar is. Dit resulteert in een WLTP-gemeten actieradius van 420 km, wat neerkomt op 320 km in de praktijk. De accu is actief gekoeld. De accu wordt geproduceerd door BYD zelf, waarmee BYD een van de weinige autoproducenten is die bovendien hun eigen accupakketten produceert. Het accupakket heeft een nominaal voltage van 403 V en weegt ongeveer 420 kg. 

### Opladen
De accu van de auto kan standaard worden opgeladen via een Type 2-connector met laadvermogen van 11 kW door gebruik van 3-fase 16 ampère, waarmee de auto in 6,5 uur van 0 % naar 100 % geladen kan worden. Bij gebruik van een snellader met een CCS-aansluiting kan een laadsnelheid van maximaal 88 kW worden bereikt, waarmee de auto in minimaal 44 minuten van 10 % naar 80 % geladen kan worden, wat neerkomt op een snellaadsnelheid van 300 km/u. 

### Prestaties
De elektronische aandrijflijn van de auto kan 150 kW of 204 pk aan vermogen leveren, waarmee de auto met 310 Nm koppel in 7,3 seconden kan optrekken van 0 naar 100 km/u. De maximale snelheid die bereikt kan worden is ongeveer 160 km/u.

## Galerij

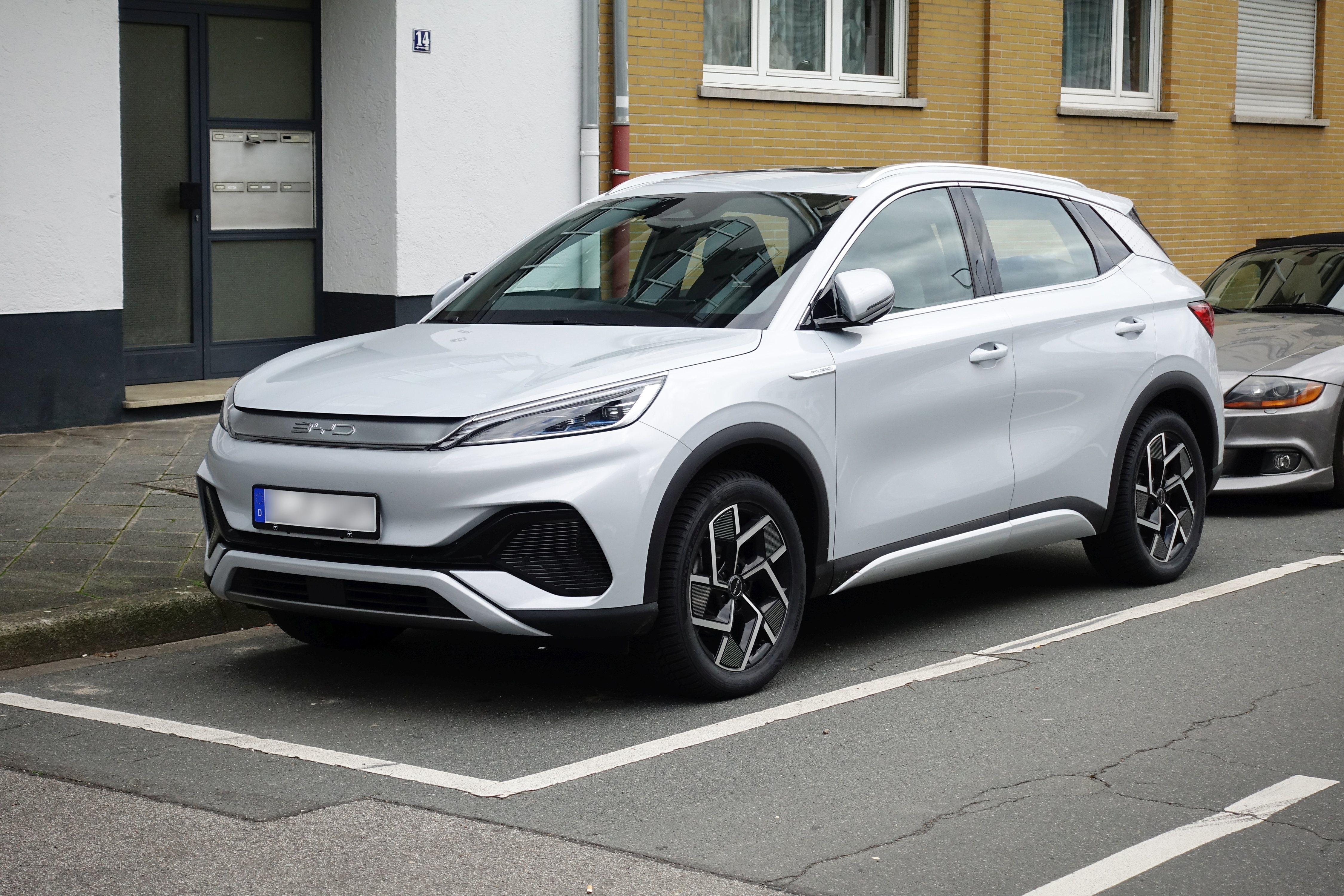
De BYD Atto 3, linksvoor
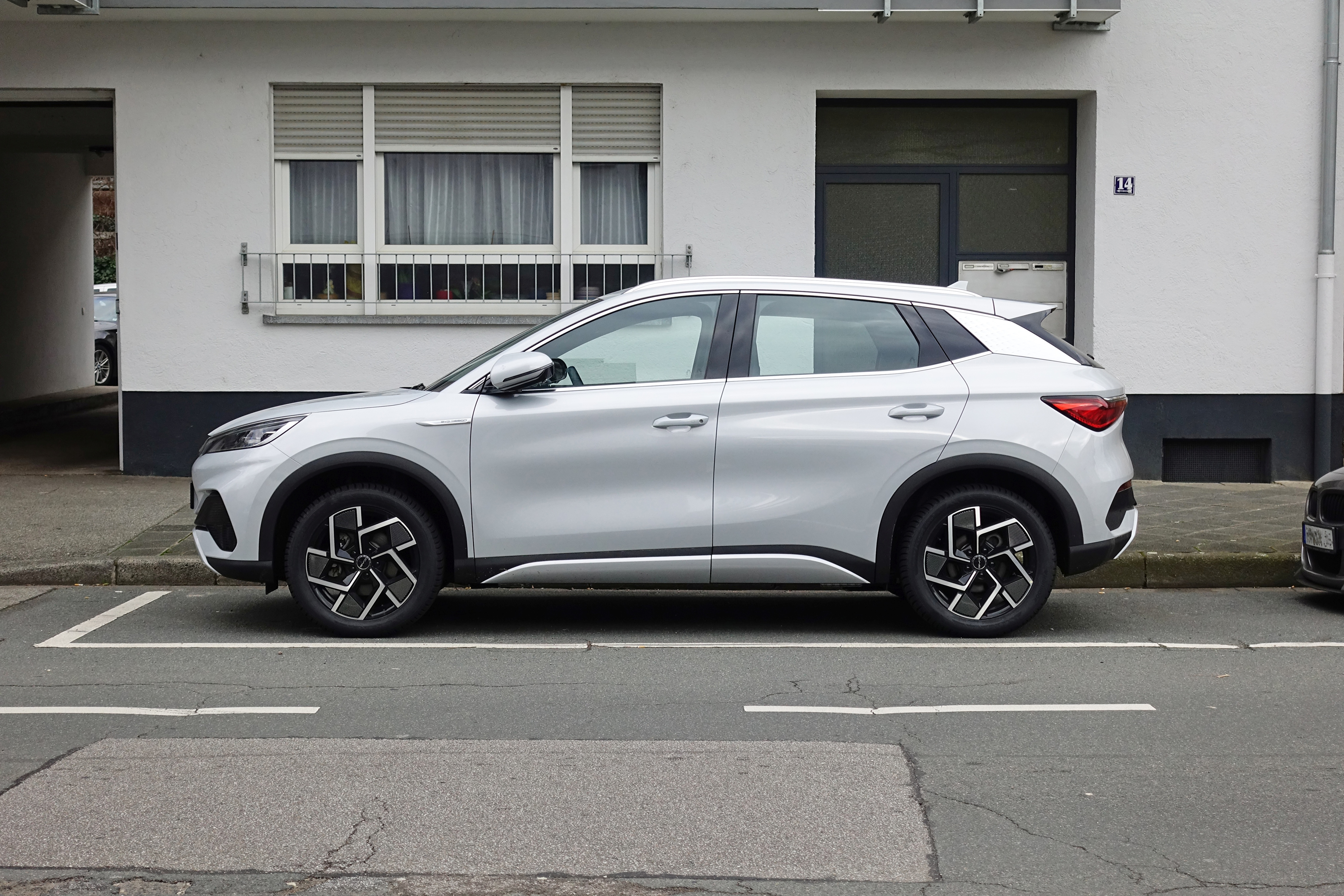
De BYD Atto 3, zijaanzicht
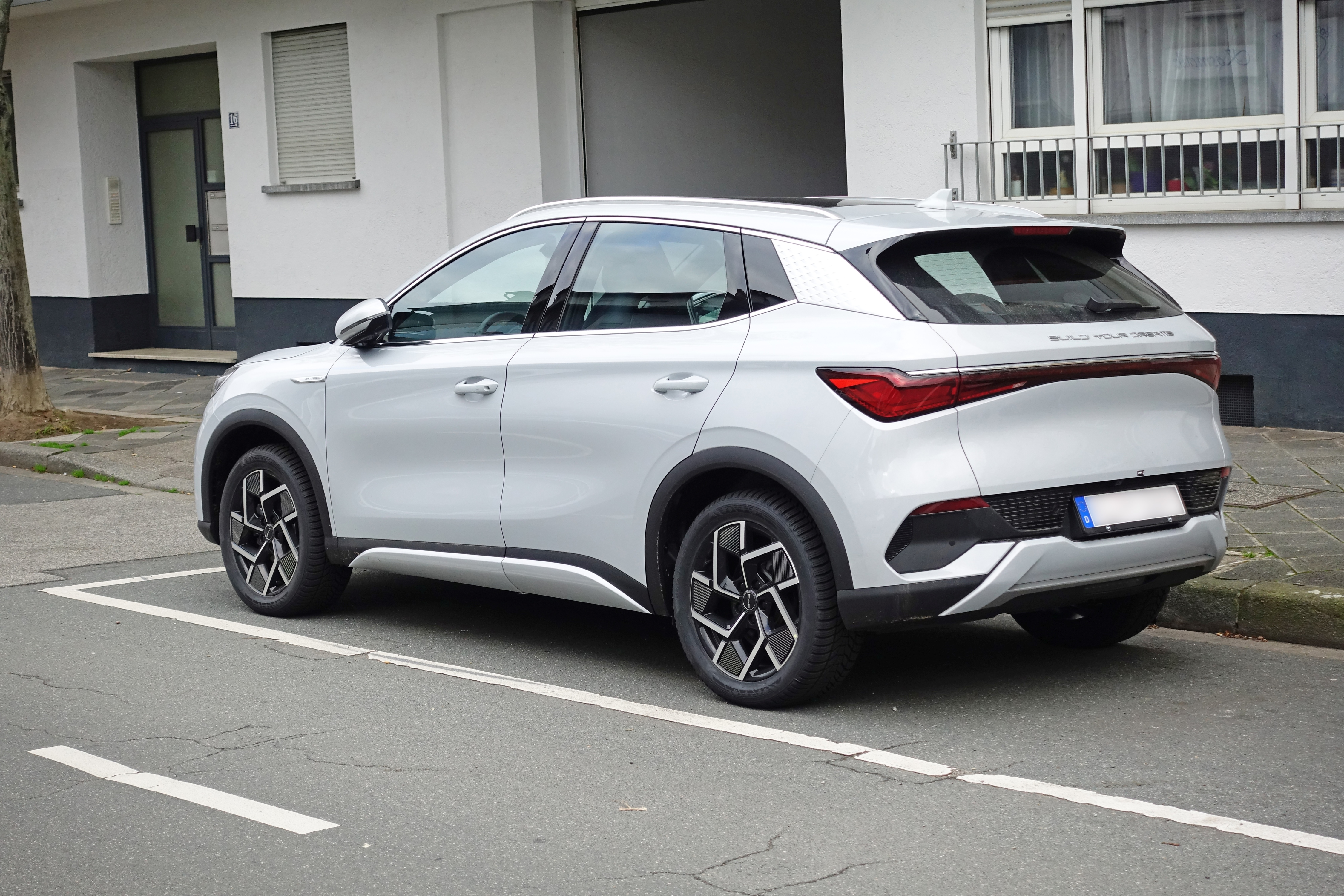
De BYD Atto 3, rechtsachter